# Rio (canción)
«Rio» es el octavo sencillo de Duran Duran, lanzado el 1 de noviembre de 1982.
Fue el quinto sencillo de su segundo álbum de igual nombre. Fue publicado hacia todo el mundo en marzo de 1982 y se convirtió en una inmediata Top 10 hit en la lista de sencillos del Reino Unido, alcanzando el puesto #9 el 11 de diciembre de 1982.
La canción no atrajo mucha atención en los Estados Unidos en su lanzamiento mundial inicial, pero fueron puestos al aire muy temprano en KROQ en Los Ángeles ya el 2 de agosto de 1982. Después de que la banda mostrara el hit "Hungry Like the Wolf" irrumpieron MTV y escaló las listas estadounidenses en diciembre de 1982, los programadores de radio pusieron más atención a la melodía pegadiza e insistente del bajo de "Rio", y Capitol Records la reeditó en marzo de 1983 con gran éxito. 
Es una de las canciones más conocidas de la banda, sobre todo debido a su famoso video musical, que es ampliamente considerado como un símbolo de la década de los '80, "el Glamour y el Exceso".

## La canción
El gancho musical de "Rio", muy conocido entre los fanes de Duran Duran y entusiastas, fue producido por un Sintetizador. En un tiempo se rumoreó que el sintetizador utilizado para lograr esto fue un Roland Jupiter-8. Sin embargo, se ha dicho por Nick Rhodes ser en realidad un Roland Jupiter-4, utilizando el modo aleatorio en el arpegiador con un acorde de Do menor.
Rhodes creó el sonido inusual, del principio de la canción, lanzando varias barras metálicas sobre las cuerdas de un piano en el estudio. Después, el sonido grabado se invirtió para crear la intro. Las risas en la pista eran de la novia de Rhodes de ese momento.
El solo de saxofón lo realizó Andy Hamilton, saxofonista que también trabajó con Wham! Y Elton John, entre otros.

## Video musical
El video fue filmado por el director Russell Mulcahy, que contó con las imágenes icónicas de la banda en trajes de Antony Price, cantando y jugando en un yate sobre el azul y cristalino Mar Caribe. Segmentos cortos muestran miembros de la banda que tratan de vivir sus variados y extraños sueños, solo para ser objeto de burla.
El video musical fue filmado durante el transcurso de tres días en mayo de 1982 sobre la isla de Antigua. Las escenas del yate fueron filmadas en la bahía de English Harbour, las escenas de playa en Miller's Beach, y el solo con la balsa en Shirley Heights. El director Mulcahy originalmente había planeado una escena en la que los miembros de la banda perseguían a personas que manejaban armas, pero no tenían suficiente cantidad de película como para rodar esto. Es más, tuvo que pedir prestado la cámara de un turista para rodar la parte en la que John Taylor toca el saxofón sobre una balsa. Nick Rhodes habría sido mareado durante el rodaje, y con frecuencia ha dicho "Odio los barcos que no están amarrados y menos los que están teniendo un cóctel a bordo."
Mientras que en Antigua, la banda también grabó un video para la canción del álbum "Night Boat", que apareció con "Rio" y otros nueve vídeos más en un video-álbum lanzado en 1983.

## Formatos y canciones
– Sencillo en 7": EMI
1. "Rio" – 4:40
2. "The Chauffeur (Blue Silver)" – 3:48

 – Sencillo en 12": EMI
1. "Rio (Part 2)" – 5:29
2. "Rio (Part 1)" – 5:11
3. "My Own Way" [remix] – 4:34

 – Sencillo en 7" Harvest / B-5195 
1. "Rio (Edited Version)" – 4:34
2. "Hold Back the Rain" [original LP version] – 3:59

- CD: Part of "Singles Box Set 1981-1985" boxset

1. "Rio (Part 1)" – 5:11
2. "The Chauffeur (Blue Silver)" – 3:48
3. "Rio (Part 2)" – 5:29
4. "My Own Way" [remix] – 4:34

## Posicionamiento en listas
| Lista (1982)                            | Mejor posición |
| --------------------------------------- | -------------- |
| Australia (ARIA Charts)                 | 60             |
| Canadá (RPM Singles Chart)              | 3              |
| Estados Unidos (Billboard Hot 100)      | 14             |
| Estados Unidos (Mainstream Rock Tracks) | 5              |
| Francia (SNEP)                          | 8              |
| Irlanda (IRMA)                          | 9              |
| Reino Unido (UK Singles Chart)          | 9              |
| Nueva Zelanda (Recorded Music NZ)       | 36             |

## Otras apariciones
Álbumes:
- Rio (1982)
- Carnival (1982)
- Arena (1984)
- Decade (1989)
- Night Versions: The Essential Duran Duran (1998)
- Greatest (1998)
- Strange Behaviour (1999)
- Singles Box Set 1981-1985 (2003)

Videos:
- Dancing On The Valentine (1984)
- Greatest (1998)

La canción también aparece en varios videojuegos de música:
- Singstar 80's
- Rock Band
- Karaoke Revolution Presents: American Idol - Encore
- Rock Band Track Pack Volume 2
- Dance Dance Revolution
- Band Hero

Y forma parte de la banda sonora de la película Sing Street (2016)